# Deniz Kandiyoti
Deniz Kandiyoti, née le 15 mars 1944 à Istanbul en Turquie, est une auteure turque et chercheuse universitaire dans les domaines des rapports de genre et des politiques de développement au Moyen-Orient, notamment en Turquie. Elle est titulaire d'un doctorat de la London School of Economics.
Son travail sur le féminisme musulman, notamment dans les domaines du post-colonialisme et du développement rural, a grandement influencé le champ d'étude entier. Elle a été pionnière de la recherche sur les implications de l'islam et de la politique d'État sur les femmes, et, par conséquent, a permis de mieux faire connaître ce champ d'étude.
À partir de 2010, Kandiyoti est professeur émérite en Development Studies à l'École des études orientales et africaines, constituante de l'université de Londres, où elle a commencé à travailler en 1992. Elle a travaillé en tant que consultante auprès du Programme des Nations unies pour le développement (PNUD), de l'Organisation internationale du travail (OIT), de l'Organisation des Nations unies pour l'éducation, la science et la culture (UNESCO), de l'Organisation pour la sécurité et la coopération en Europe (OSCE), du Département du Développement international (DFID) du Royaume-Uni et du Fonds de développement des Nations unies pour la femme (UNIFEM).

## Focus
Les premiers travaux de Kandiyoti se focalisent sur l'économie politique et la transformation rurale, puis s'orientent vers le genre, le nationalisme et l'Islam.  Plus récemment, ses recherches sont « revenues à l'exploration des politiques du genre dans les sociétés majoritairement musulmanes mais avec une perspective comparative plus large », ce qui implique l'Afghanistan et l'Ouzbékistan autant que la Turquie.

## Histoire

### Débuts
Née à Istanbul (Turquie), Kandiyoti est de citoyenneté turque et britannique. Elle obtient un Bachelor of Arts de l'université de Paris en 1966 et un Master of Science in Social Psychology de la London School of Economics avant d'y obtenir également son doctorat.

### Vie universitaire
La carrière académique de Kandiyoti est fondée sur des études tant théoriques qu'empiriques. Son intérêt initial pour le genre est apparu au cours de son travail de terrain dans le cadre de son doctorat dans la région de l'Anatolie centrale.
De 1969 à 1980, Kandiyoti travaille à l'université technique d'Istanbul et à l'université du Bosphore en Turquie, puis s'installe en Angleterre pour enseigner au Richmond College dans le Surrey. Kandiyoti a été fellow à l'université de Manchester et à l'université du Sussex de 1987 à 1988. En 1988, elle crée le terme patriarchal bargain, décrivant la tactique par laquelle une femme choisit d'accepter les rôles de genre qui désavantagent avant tout les femmes, et de s'y conformer, de manière à se protéger de son oppression et de maximiser son pouvoir individuel et ses possibilités dans le cadre d'une société patriarcale.
De 2000 à 2005, Kandiyoti a participé à un effort de recherche soutenu par l'Institut de recherche des Nations unies pour le développement social (UNRISD). La majeure partie de ces domaines de recherche étaient l'éradication de la pauvreté, la promotion de la démocratie et des droits de l'être humain, l'égalité des genres, le développement durable, et les effets de la mondialisation. Elle est aussi l'éditrice du journal Central Asian Survey (en), « le seul journal établi dans le monde, à comité de lecture, multi-disciplinaire et traitant de l'histoire, de la politique, des cultures, des religions, et des économies des régions de l'Asie centrale et du Caucase. » Kandiyoti’s current project is entitled “Islam and the Politics of Gender.” 